# Tegorhynchus multacanthus
Tegorhynchus multacanthus is een soort in de taxonomische indeling van de Acanthocephala (haakwormen). De worm wordt meestal 1 tot 2 cm lang. Ze komen algemeen voor in het maag-darmstelsel van ongewervelden, vissen, amfibieën, vogels en zoogdieren.
De haakworm komt uit het geslacht Tegorhynchus en behoort tot de familie Illiosentidae. Tegorhynchus multacanthus werd in 1996 beschreven door O. M. Amin & Sey.